# Хиё (авианосец)
Хиё (яп. 飛鷹 Хиё:), часто Хийё — японский авианосец времён Второй мировой войны.
Первоначально был заложен 30 ноября 1939 года как пассажирский лайнер «Идзумо мару» к Олимпийским играм 1940 года в Токио. С началом Второй мировой войны игры отменили, а лайнер реквизировало японское правительство для перестройки в авианосец, что изначально предполагалось проектом лайнера.
В сражении при Марианских островах получил сильные повреждения и затонул.